# Untzue
|  | «Unzué» redirigeix aquí. Vegeu-ne altres significats a «Juan Carlos Unzué Labiana». |

Untzue (en basc, cooficialment en castellà Unzué) és un municipi de Navarra, a la Comarca de Tafalla, dins la merindad d'Olite. Limita al nord amb Monreal i Noain (Elortzibar), al sud amb Biurrun-Olcotz, Barasoain i Oloritz, a l'est amb Oricin i Echagüe i a l'oest amb Tiebas-Muru Artederreta.

## Demografia
| Evolució demogràfica                                     | Evolució demogràfica | Evolució demogràfica | Evolució demogràfica | Evolució demogràfica | Evolució demogràfica | Evolució demogràfica | Evolució demogràfica | Evolució demogràfica | Evolució demogràfica | Evolució demogràfica |
| 1996                                                     | 1998                 | 1999                 | 2000                 | 2001                 | 2002                 | 2003                 | 2004                 | 2005                 | 2006                 | 2007                 |
| -------------------------------------------------------- | -------------------- | -------------------- | -------------------- | -------------------- | -------------------- | -------------------- | -------------------- | -------------------- | -------------------- | -------------------- |
| 132                                                      | 135                  | 137                  | 138                  | 131                  | 133                  | 133                  | 139                  | 144                  | 137                  | 139                  |
| Fonts: Unzué<>Untzue i institut d'estadística de Navarra |                      |                      |                      |                      |                      |                      |                      |                      |                      |                      |

## Història
Untzue, amb la seva església de Santa María, figura en 1093 com a donada per Sanç Ramírez a l'abadia de Montearagón. Juntament amb altres llocs de la Valdorba va ser alliberat d'homicidis casuals en 1264 per Teobald II de Navarra. En 1335 les possessions de la corona a Untzue van ser lliurades en permuta als nobles Teresa Almoravid i Pero Ibáñez de Leet.
Durant la primera guerra carlina, el gener de 1835, Eraso atacà als liberals manats per Lorenzo, volent apoderar-se d'un comboi que aquestes duien de Tafalla a Pamplona. Els liberals aconsegueixen rebutjar-los causant als carlins 250 morts. En 1846 es va separar de la Valdorba. Fins a les reformes municipals de 1835-45 era governat, com la resta de la Valdorba, per l'alcalde de mercat de Pamplona.